# Jim Yong Kim
Jim Yong Kim (ur. 8 grudnia 1959 r. w Seulu) – koreańsko-amerykański lekarz i antropolog. Od 1 lipca 2012 roku wybrany na 12. prezesa Banku Światowego. W latach 2009–2012 był prezesem Dartmouth College.
Wraz z rodzicami w wieku 5 lat wyjechał z Korei Południowej do USA.
W 1982 r. ukończył studia wyższe na Uniwersytecie Browna z wyróżnieniem, kontynuował jednak naukę na Uniwersytecie Harvarda, gdzie otrzymał dyplom doktora.
Przez wiele lat pracownik organizacji zajmujących się programami ochrony zdrowia w krajach ubogich. W 1987 r. wraz ze współpracownikami założył organizację PIH (Non-Profit Partners In Health). W 2003 r. Kim został doradcą dyrektora generalnego WHO (Światowej Organizacji Zdrowia), jednocześnie kontynuując karierę akademicką.
Jego nominacja na prezesa Banku Światowego krytykowana była przez wielu komentatorów oraz ekonomistów – zwracana była uwaga na brak doświadczenia Kima w kierowaniu tego typu instytucjami, jak i wykształcenia ekonomicznego.